# Scarnafigi
Scarnafigi är en ort och kommun i provinsen Cuneo i regionen Piemonte i Italien. Kommunen hade 2 138 invånare (2018).